# 4T busz (Tata)
A tatai 4T jelzésű autóbusz a Fellner Jakab utca és a Vasútállomás között közlekedik az ipari park és Kertváros városrész érintésével. A járat csak ebben az irányban közlekedik, visszafelé a 6T busz közlekedik. A járat a nyári tanszünetben nem közlekedik. A viszonylatot a MÁV Személyszállítási Zrt. üzemelteti.

## Története
A viszonylatot a Volánbusz hozta létre 2023. március 4-én.
2025. június 21-étől augusztus 31-ig szünetel a járat a nyári menetrend miatt.

## Útvonala
| Fellner Jakab utca → Tom-Ferr Zrt. → Kertváros → Vasútállomás |
| --- |
| Fellner Jakab utca – Fellner Jakab utca – Kocsi utca – Dózsa György utca – Kocsi út – Eszterházy körút – Tesco – Eszterházy körút – Környei út – Kocsi utca – Kossuth tér – Komáromi utca – Május 1. út – Ady Endre utca – Vértesszőlősi út – – Erkel Ferenc utca – Deák Ferenc utca – Gábor Áron utca – Székely Bertalan utca – Baji út – Ady Endre utca – Május 1. út – Oroszlányi utca – Új út – Bezerédi utca – Mikovényi utca – Gesztenye fasor – Vasútállomás |

## Megállóhelyei
Visszafelé a 6T busz közlekedik.
Mivel a járat a nyári tanszünetben nem közlekedik, így az átszállási kapcsolatoknál a tanév közben érvényes menetrend szerint van feltüntetve.
| 0  | Fellner Jakab utca Induló megállóhely | 1, 1M, 1R, 1T, 4, 5, 5T, 6, 6T, 7, 8, 8B, 9, 9M |
| 1  | Dob utca                              | 1R, 5T, 6T 8472, 8736, 8740 1850 |
| 2  | Kocsi úti temető                      | 1R, 5T, 6T 8472, 8736, 8740 1850 |
| 4  | Tom-Ferr Zrt.                         | 1R, 5T, 6T |
| 5  | Tesco Áruház                          | 1M, 1R, 5T, 6T |
| 7  | Környei úti temető                    | 1M, 1T, 5T, 6T 8402, 8574, 8587, 8594 |
| 8  | Környei út                            | 1, 1M, 1R, 1T, 4, 5, 5T, 6, 6T, 7, 8, 8B, 9, 9M 8402, 8472, 8574, 8587, 8594, 8736, 8740 1850 |
| 9  | Kossuth tér                           | 1, 1M, 1R, 1T, 2, 4, 5, 5T, 6, 6T, 7, 8, 8B, 9, 9M 8402, 8472, 8574, 8587, 8594, 8736, 8740 1850 |
| 11 | Május 1. út                           | 1, 1M, 1R, 1T, 2, 4, 5, 5T, 6, 6T, 7, 8, 8B, 9, 9M 8465, 8466, 8479, 8726, 8727 |
| 13 | Autóbusz-állomás (Május 1. út)        | Helyben: 1, 1M, 1R, 1T, 2, 4, 5, 5T, 6, 6T, 7, 7A, 8, 8B, 9, 9M Autóbusz-állomáson: 3 804, 814, 8400, 8402, 8406, 8462, 8463, 8465, 8466, 8467, 8472, 8479, 8574, 8587, 8594, 8700, 8706, 8716, 8726, 8727, 8736, 8740 1824, 1841, 1850 |
| 16 | Városközpont                          | 1, 1M, 1R, 1T, 2, 4, 5, 5T, 6, 6T, 7, 7A, 8, 8B, 9, 9M 804, 814, 8400, 8406, 8462, 8463, 8465, 8466, 8467, 8472, 8700, 8706, 8716 1824, 1841                                                                                            |
| 17 | Kristály Szálló                       | 4, 5, 5T, 6, 6T 804, 814, 8400, 8462, 8463, 8465, 8466, 8467, 8472, 8479, 8716 1824, 1841, 1850 |
| 19 | Deák Ferenc utca                      | 4, 5, 5T, 6, 6T 804, 8400, 8462, 8463, 8465, 8466, 8467, 8472, 8479 1841 |
| 20 | Öveges József utca                    | 4, 5, 5T, 6, 6T 804, 8400, 8462, 8463, 8465, 8466, 8467, 8472 1841 |
| 22 | Erkel Ferenc utca                     | 4, 5, 5T, 6, 6T |
| 24 | Deák Ferenc utca 40.                  | 4, 5, 5T, 6, 6T |
| 25 | Deák Ferenc utca 22.                  | 4, 5, 5T, 6, 6T |
| 26 | Tóvároskert vasúti megállóhely        | 4, 5, 5T, 6, 6T 8716 S10 G10 |
| 27 | Edzőtábor                             | 4, 5, 5T, 6, 6T 8716 |
| 28 | Tóvároskert, baji elágazás            | 4, 5, 5T, 6, 6T 8716 |
| 29 | Kristály Szálló                       | 4, 5, 5T, 6, 6T 804, 814, 8400, 8462, 8463, 8465, 8466, 8467, 8472, 8479, 8716 1824, 1841, 1850 |
| 31 | Városközpont                          | 1, 1M, 1R, 1T, 2, 4, 5, 5T, 6, 6T, 7, 7A, 8, 8B, 9, 9M 804, 814, 8400, 8406, 8462, 8463, 8465, 8466, 8467, 8472, 8700, 8706, 8716 1824, 1841                                                                                            |
| 34 | Új út                                 | 2, 4, 6, 6T |
| 35 | Mikovényi utca                        | 2, 4, 6, 6T |
| 36 | Gesztenye fasor                       | 2, 4, 6, 6T |
| 38 | Vasútállomás Végállomás               | 1, 1M, 1R, 1T, 2, 4, 6, 6T, 9, 9A, 9M 8462, 8706 S10 G10 IC, gyorsvonat, expresszvonat |

## Külső hivatkozások
- Vonalhálózati térképek. Volánbusz. (Hozzáférés: 2024. július 11.)
- Vonalhálózati térképek. MÁV-csoport. (Hozzáférés: 2025. január 28.)